# وسام الاستحقاق في استكشاف الفضاء
وسام الاستحقاق في استكشاف الفضاء (بالروسية: Медаль "За заслуги в освоении космоса") هو وسام حكومي للاتحاد الروسي يهدف إلى الاعتراف بالإنجازات التي تحققت في برنامج الفضاء تم تأسيسها عام 2010. أُنشئت ميدالية «الاستحقاق في استكشاف الفضاء» بموجب مرسوم صادر عن رئيس الاتحاد الروسي بتاريخ 7 سبتمبر 2010 رقم 1099 «بشأن إجراءات تحسين نظام منح الدولة في الاتحاد الروسي». ووافق المرسوم ذاته على لائحة الميدالية ووصفها، بموجب المرسوم الصادر عن رئيس الاتحاد الروسي بتاريخ 16 ديسمبر 2011 رقم 1631، تم استكمال اللوائح ووصف الميدالية، والتي نصت على نسخة مصغرة من الميدالية.

## وصف الجائزة

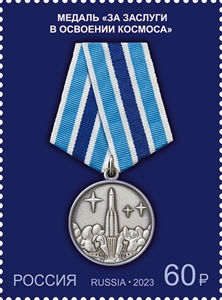
طابع بريد من الاتحاد الروسي يحمل صورة ميدالية الاستحقاق في تطوير استكشاف الفضاء.

ميدالية «الاستحقاق في استكشاف الفضاء» هي ميدالية فضية دائرية قطرها 32 مم مع حافة مرتفعة على الوجه والعكس. يحمل وجه الميدالية صاروخ R-7 ينطلق من منصته، برجان داعمان يميلان بزاوية بعيدًا عن الصاروخ، على يسار الصاروخ، نجمة كبيرة رباعية الرؤوس، على يمين الصاروخ، اثنان أصغر. أربع نجوم. يحمل ظهر الميدالية الكتابة «للاستكشاف في الفضاء» (بالروسية: "ЗА ЗАСЛУГИ В ОСВОЕНИИ КОСМОСА"). أسفل النقش، يوجد حرف بارز "N" بخط أفقي محجوز للرقم التسلسلي للجائزة.
يتم تأمين الميدالية إلى حامل خماسي روسي قياسي بواسطة حلقة عبر حلقة تعليق الميدالية. الحامل مغطى بشريط متداخل من الحرير عريض 24 مم بلون أزرق فاتح مع شريط مركزي أزرق داكن 5 مم، خطان أبيضان بحواف 2 مم وشريطان أبيضان 2 مم يفصلان الظلام عن الأزرق الفاتح.

## نظام الجائزة
تُمنح ميدالية «الاستحقاق في استكشاف الفضاء» لمواطني الاتحاد الروسي على إنجازاتهم في مجال البحث والتطوير واستخدام الفضاء الخارجي، لمساهمة كبيرة في تطوير الصواريخ وتكنولوجيا الفضاء والصناعة والتدريب والبحث وأنشطة التصميم. من أجل تنفيذ البرامج الدولية، وكذلك من أجل الإنجازات الأخرى في مجال الأنشطة الفضائية التي تهدف إلى التنمية الاجتماعية والاقتصادية الشاملة للاتحاد الروسي، وتعزيز دفاعه وضمان المصالح الوطنية، وتشجيع وزيادة التعاون الدولي. يمكن منح ميدالية «الاستحقاق في استكشاف الفضاء» للمواطنين الأجانب تقديراً لإنجازاتهم البارزة في تطوير تكنولوجيا الفضاء في الاتحاد الروسي.
وسام الأسبقية من الاتحاد الروسي يفرض أن يتم ارتداء ميدالية «الاستحقاق في استكشاف الفضاء» على الجهة اليسرى من ميداليات أخرى مباشرة بعد ميدالية «الاستحقاق في تطوير الطاقة النووية».

## الفائزون بالجائزة (قائمة جزئية)
حصل الأشخاص التالية أسماؤهم على ميدالية «الاستحقاق في استكشاف الفضاء»:

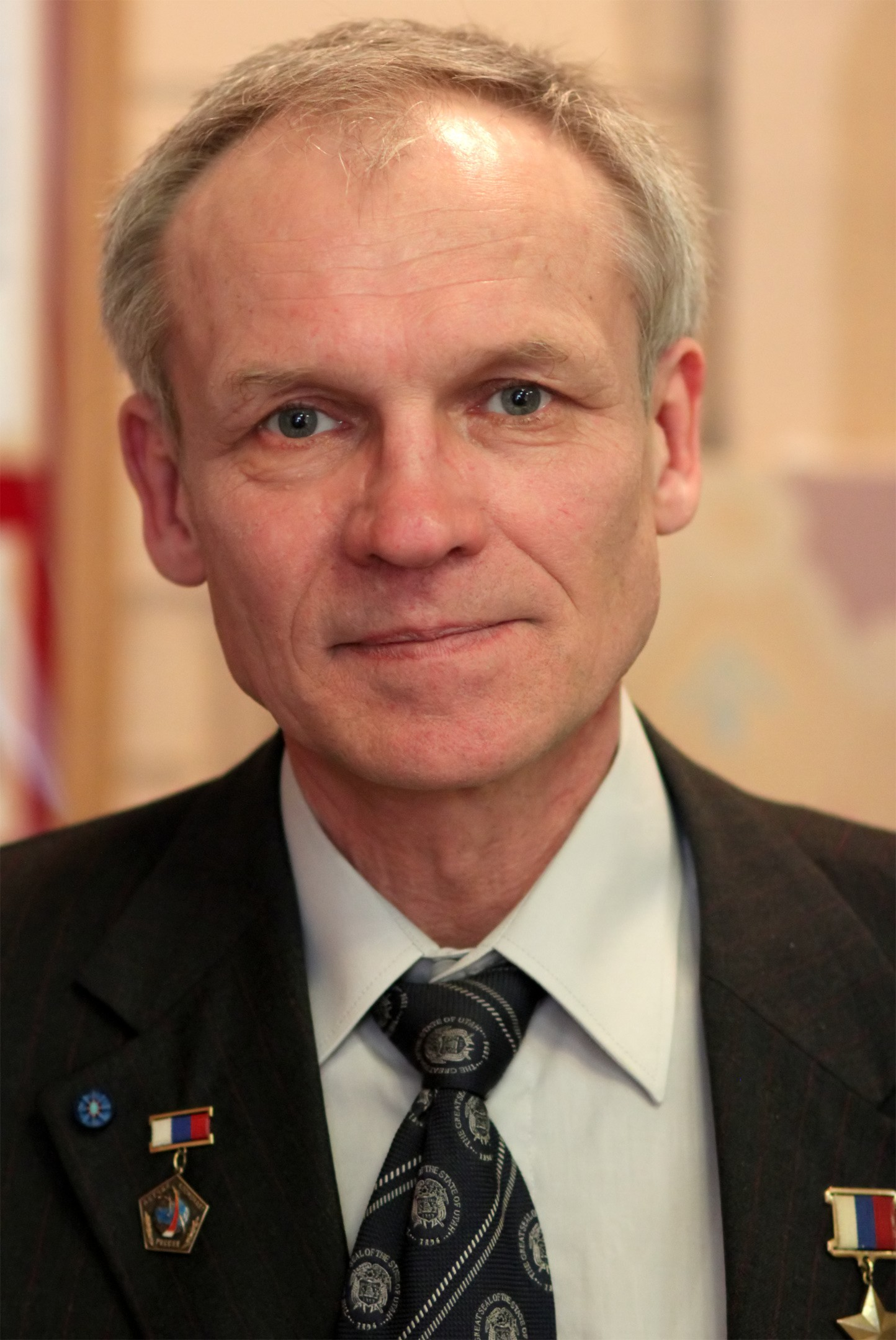
رائد فضاء روسي سيرجي أفدييف
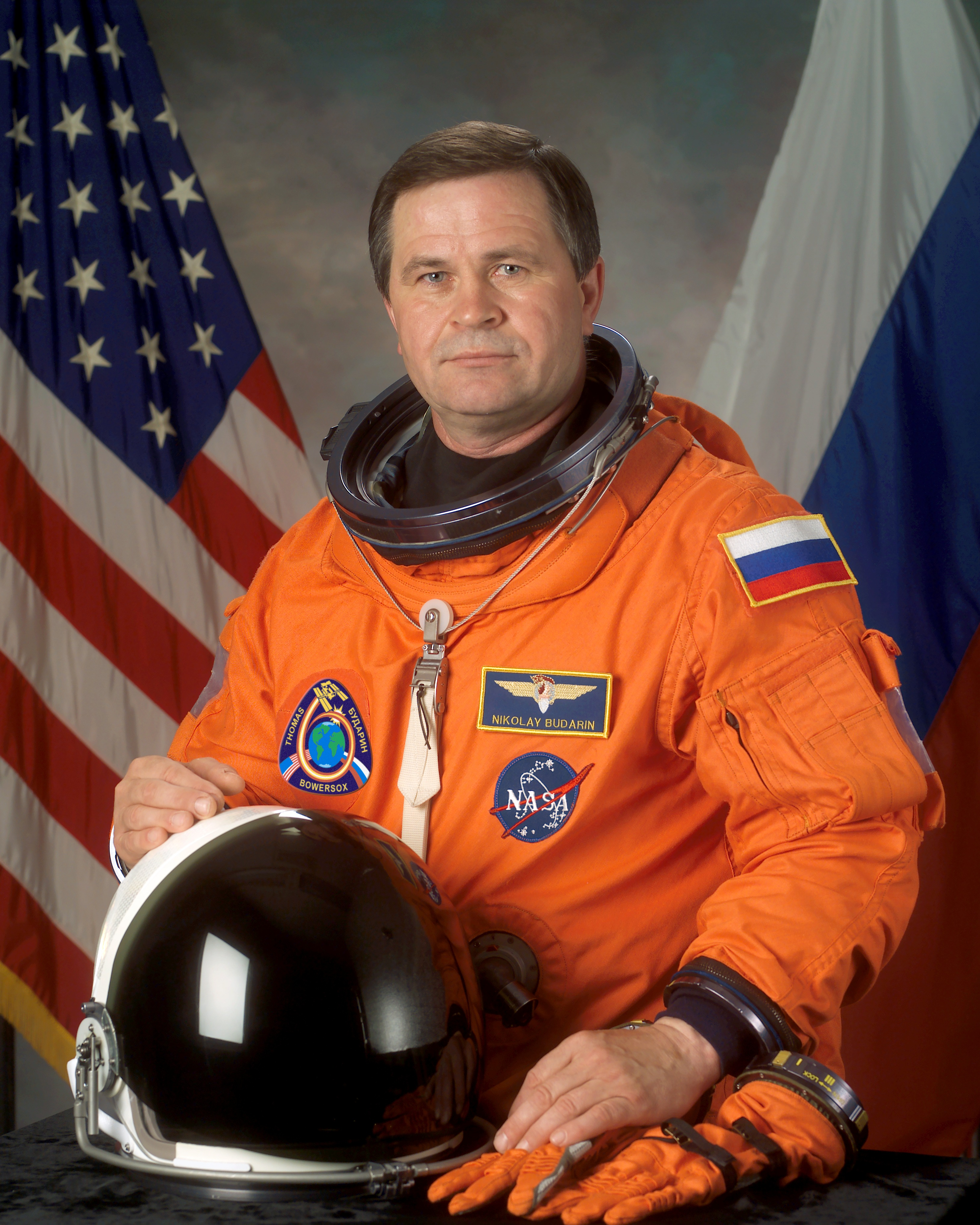
رائد فضاء روسي نيكولاي بودارين
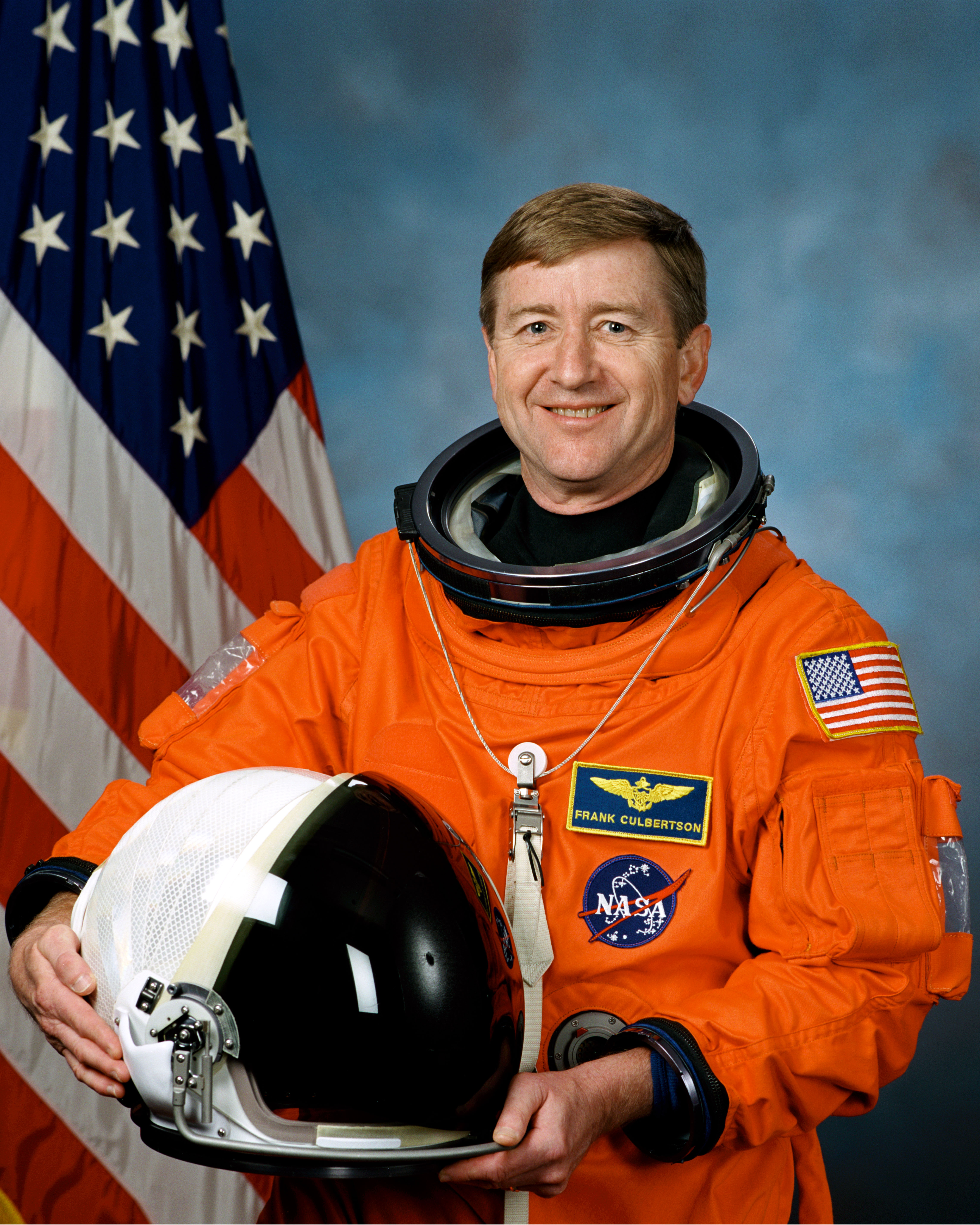
رائد فضاء أمريكي فرانك إل. كالبرتسون جونيور
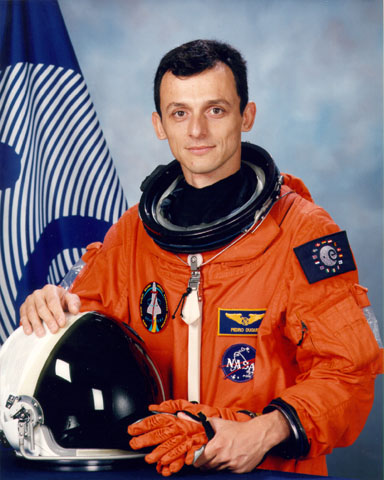
رائد فضاء إسباني بيدرو دوكي
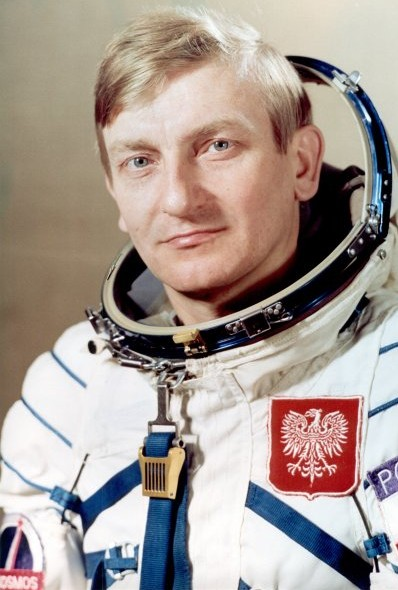
أول رائد فضاء بولندي ميروسواف هيرماسزيوسكي
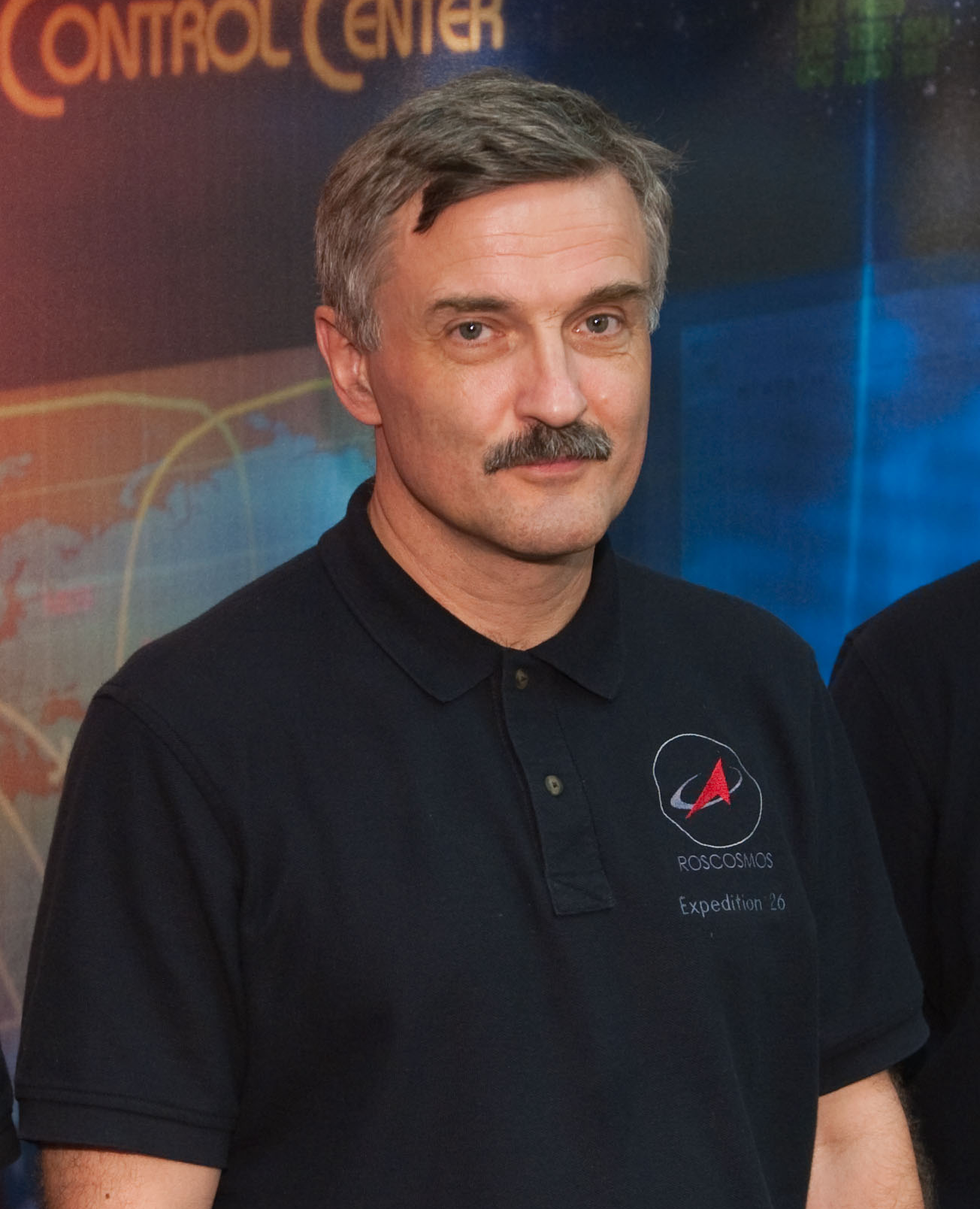
رائد فضاء روسي ألكسندر كاليري
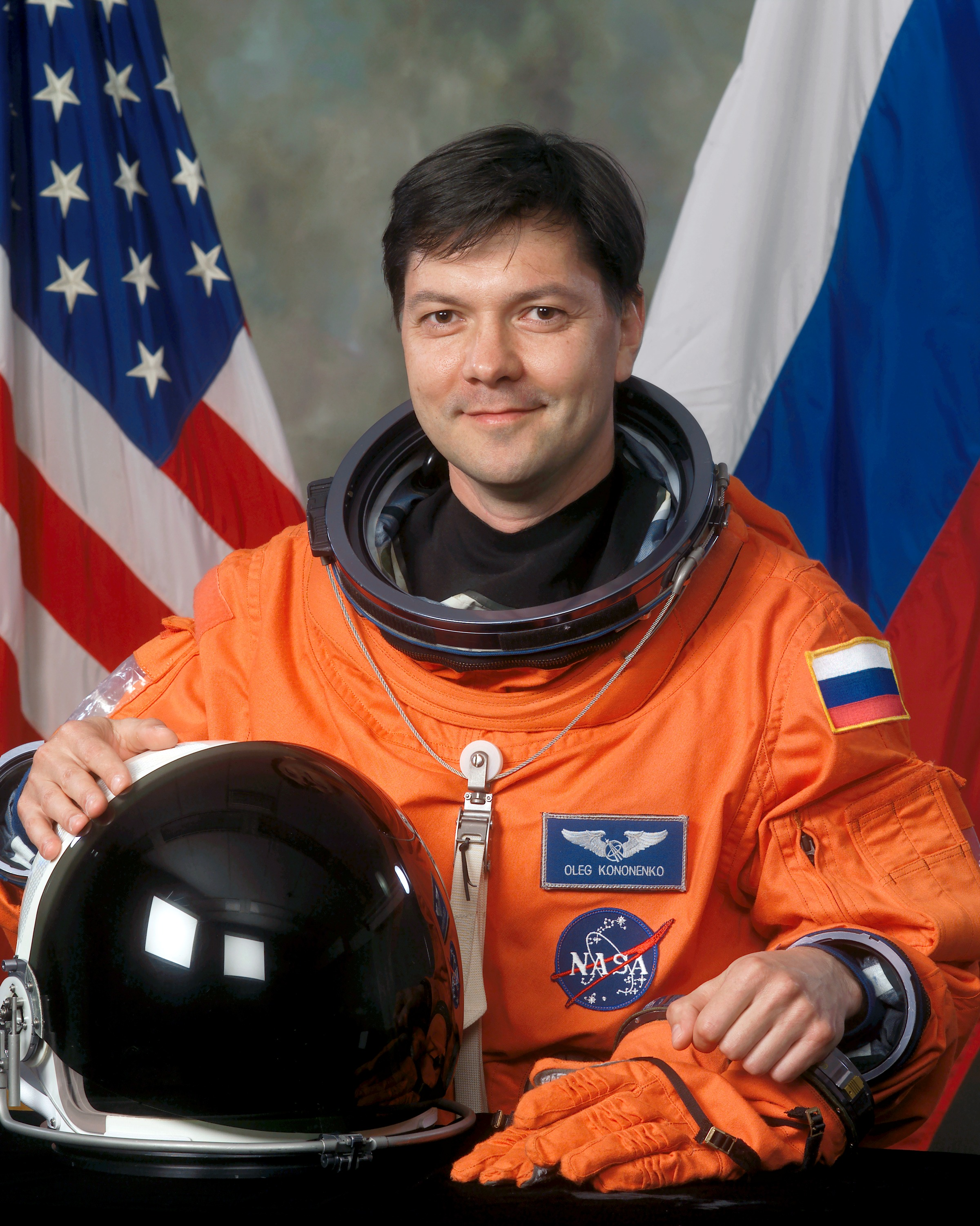
رائد فضاء روسي أوليغ كونونينكو
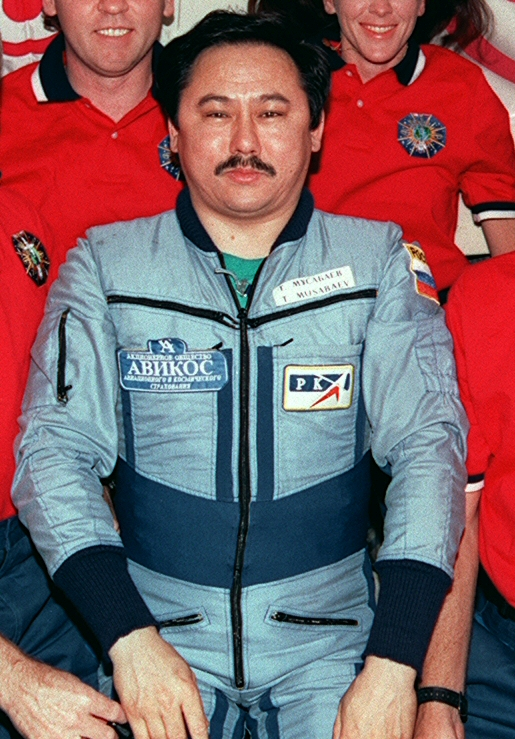
الطيار ورائد الفضاء الكازاخستاني تالغات موساباييف
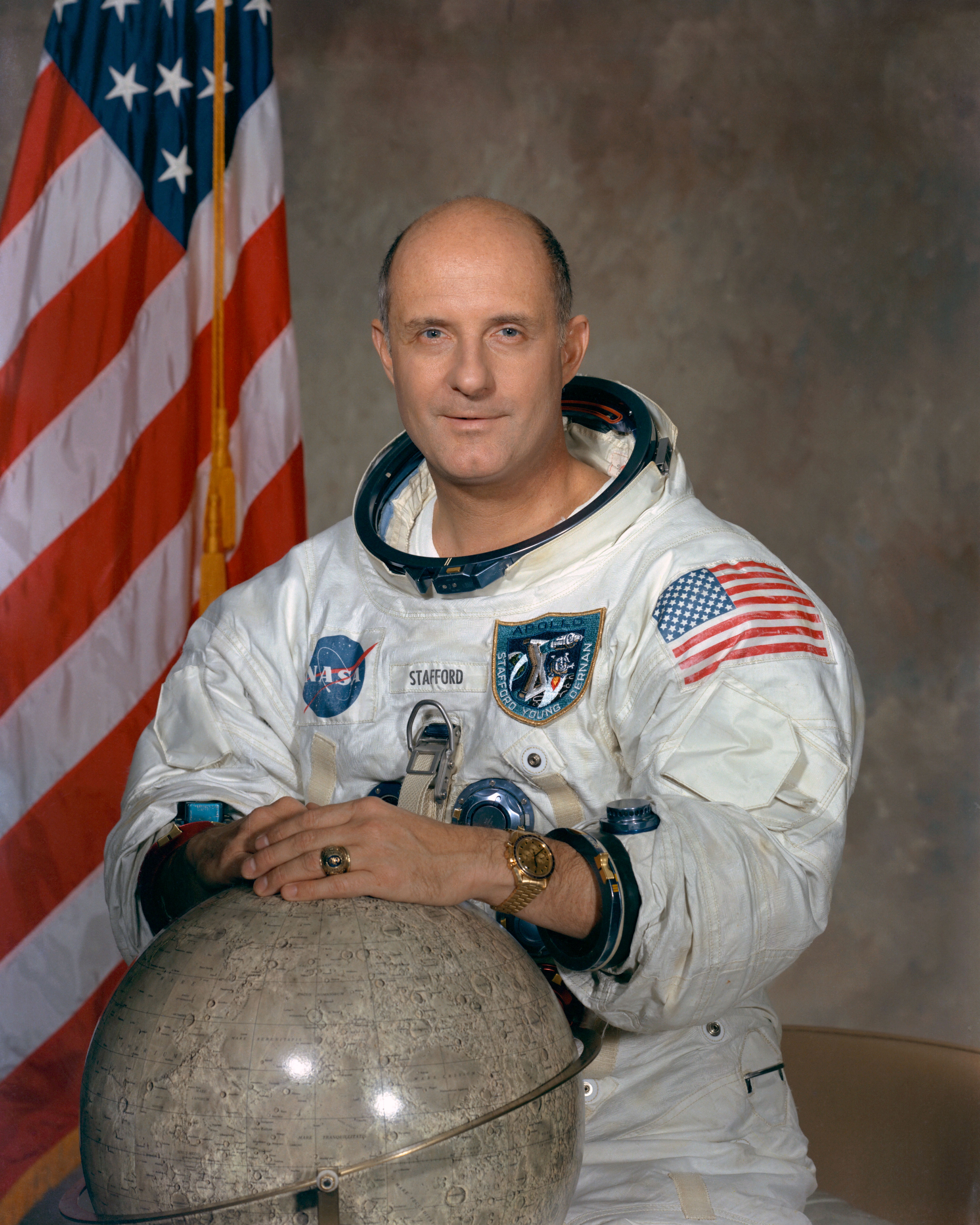
رائد فضاء أمريكي توماس ستافورد
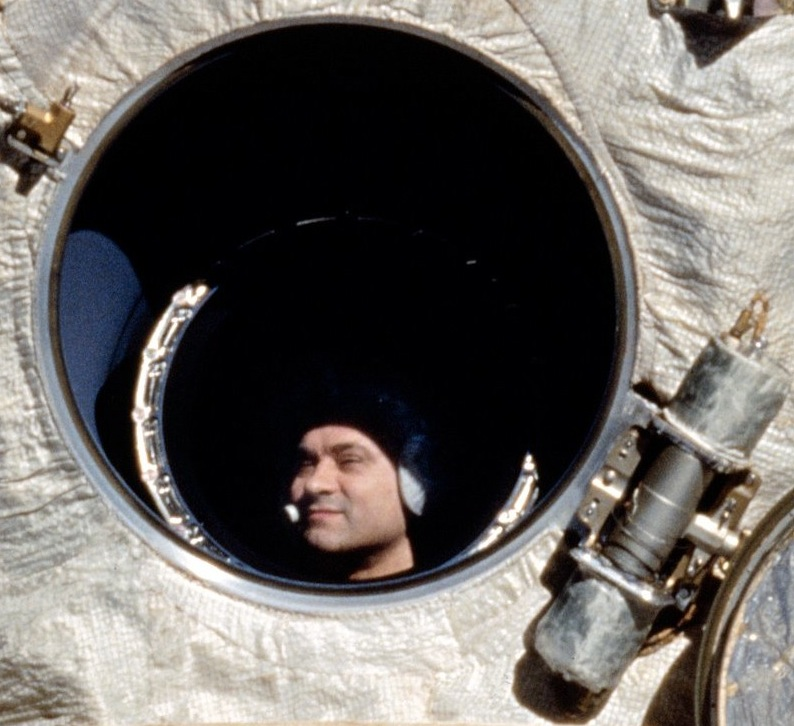
رائد فضاء روسي فاليري بولياكوف
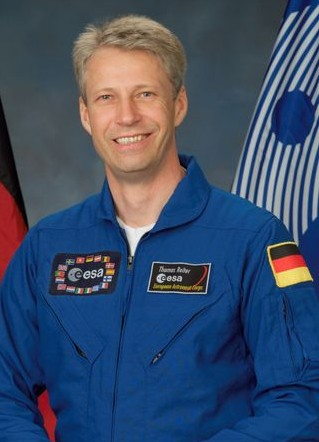
رائد فضاء ألماني توماس رايتر
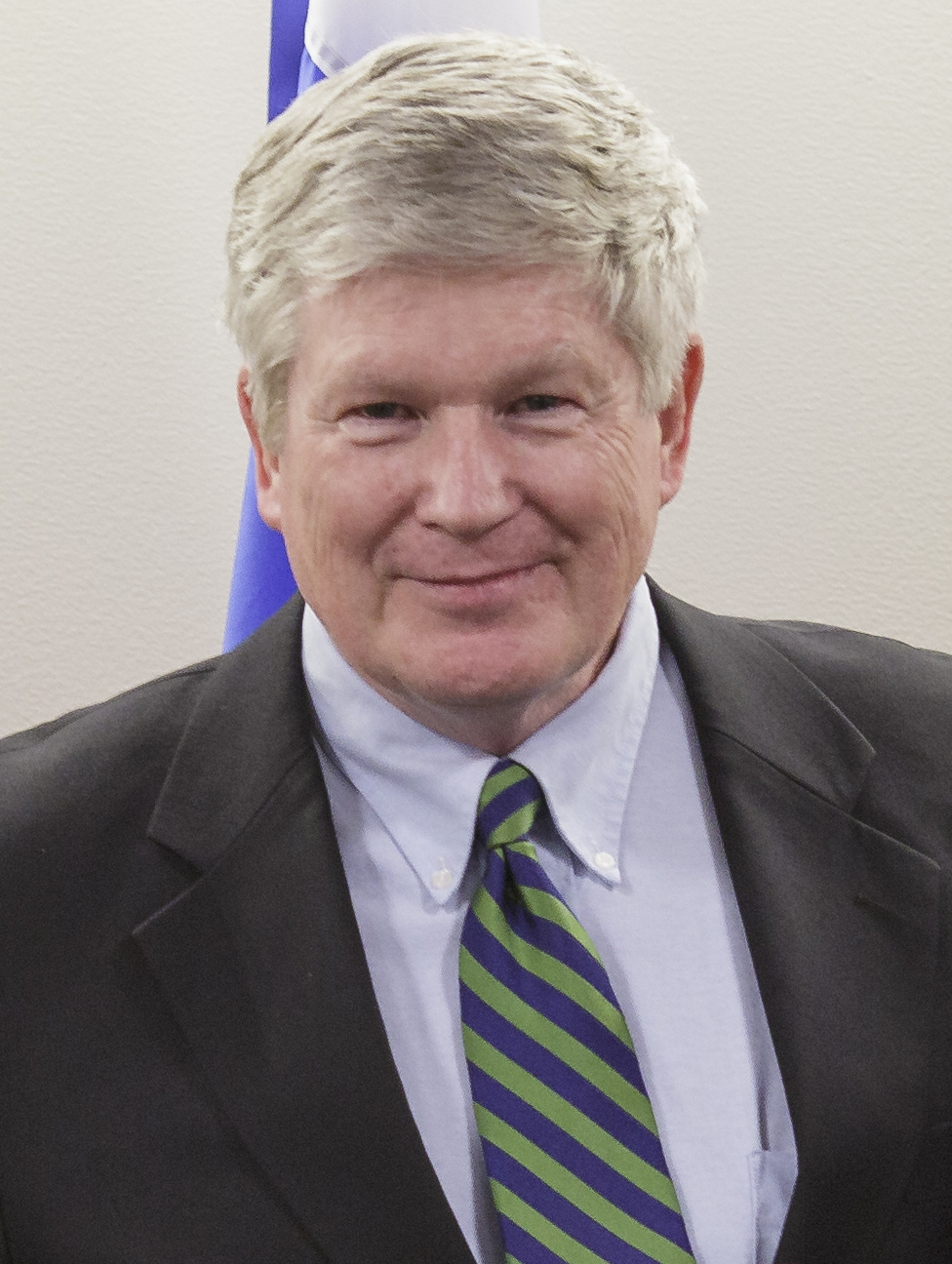
رائد فضاء أمريكي وليام شفرد
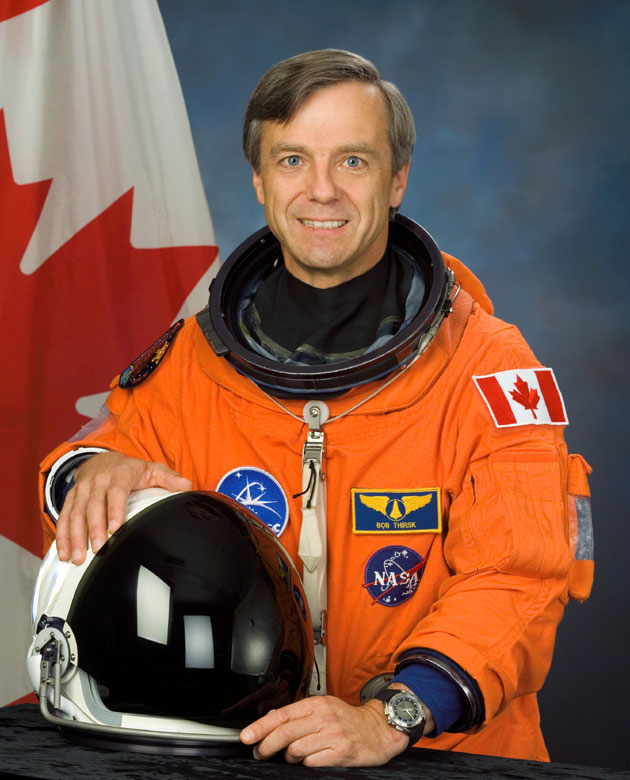
رائد فضاء كندي روبرت ثيرسك
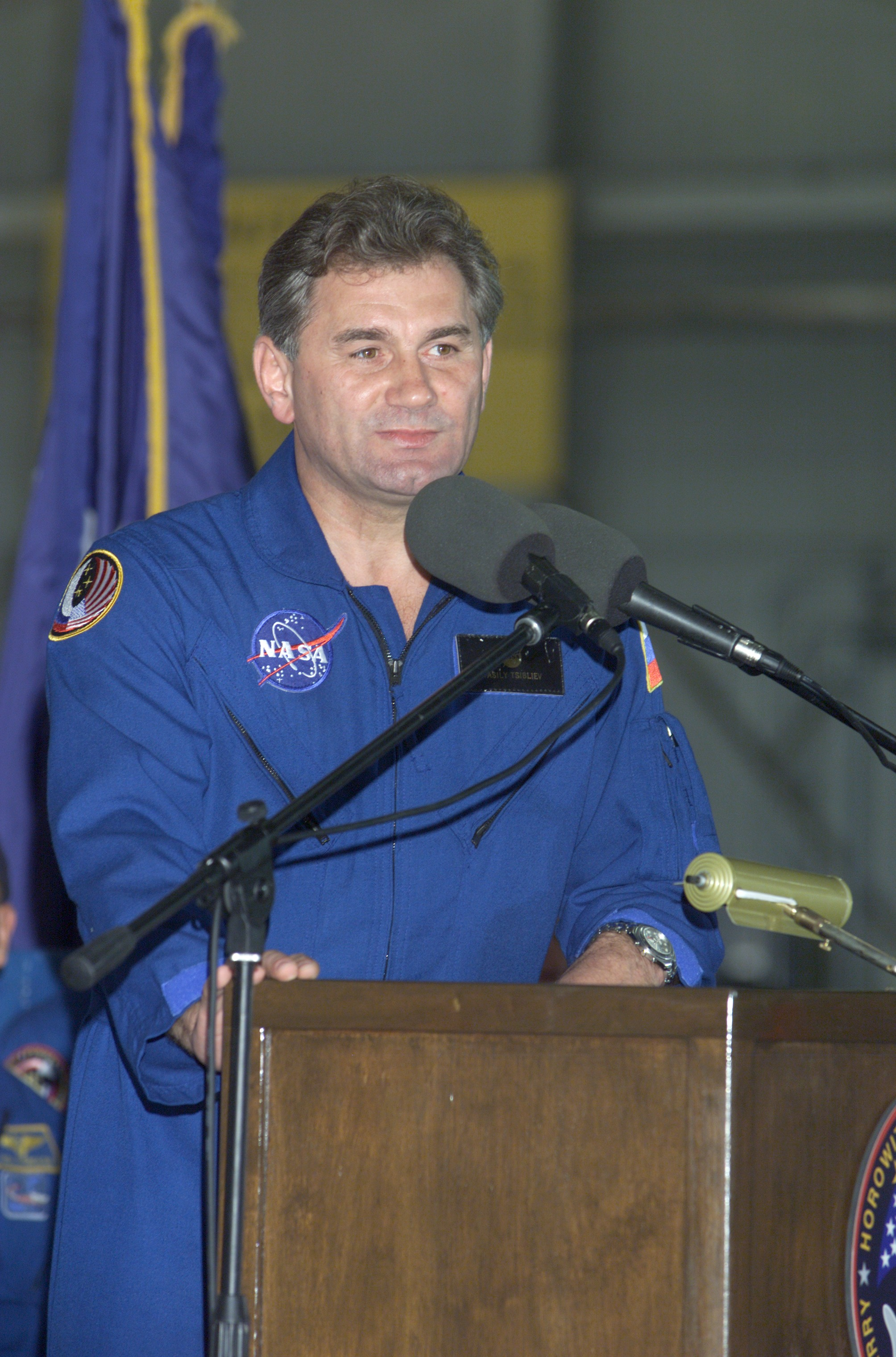
رائد فضاء روسي فاسيلي تسيبلييف
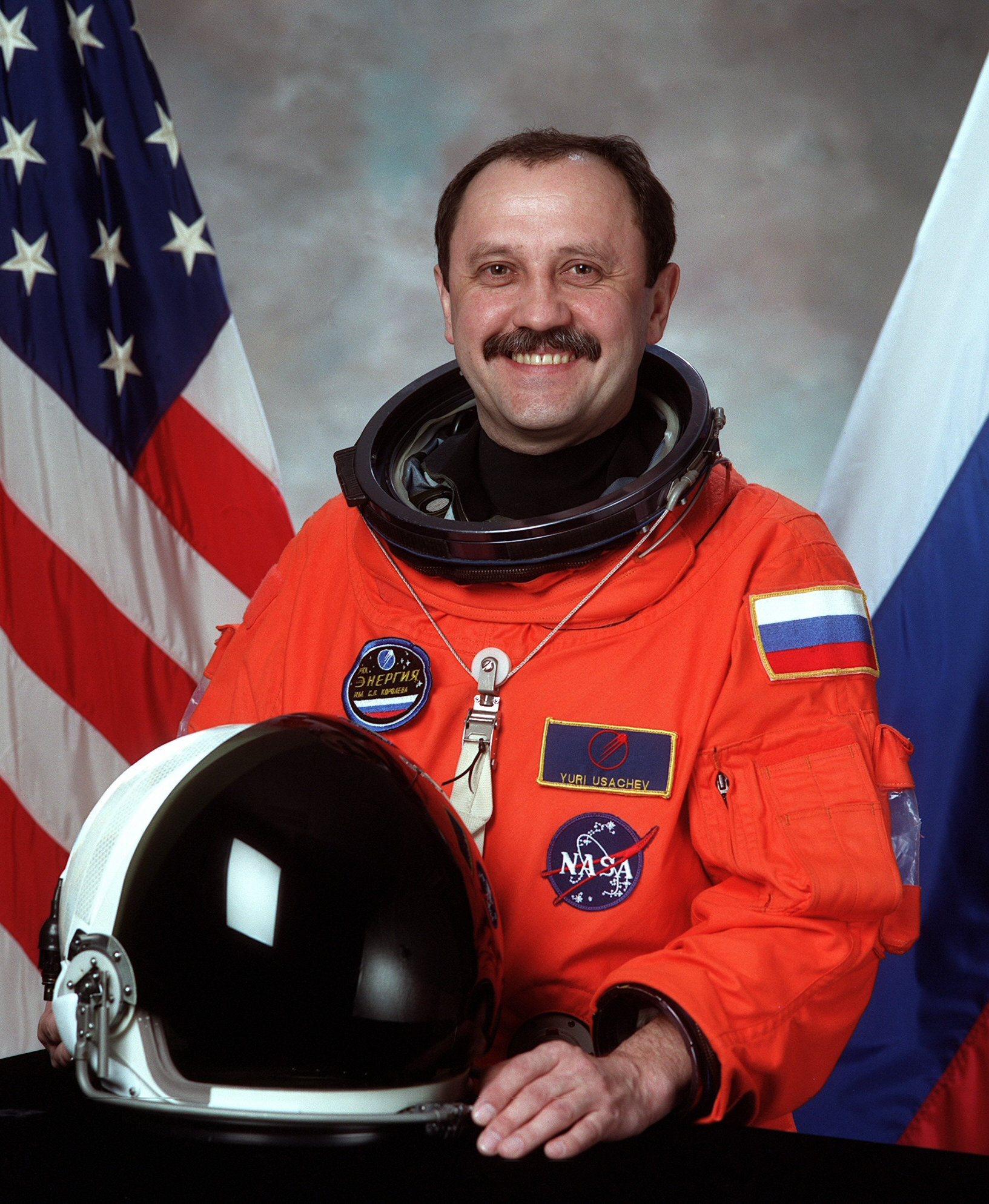
رائد فضاء روسي يوري أوساتشوف
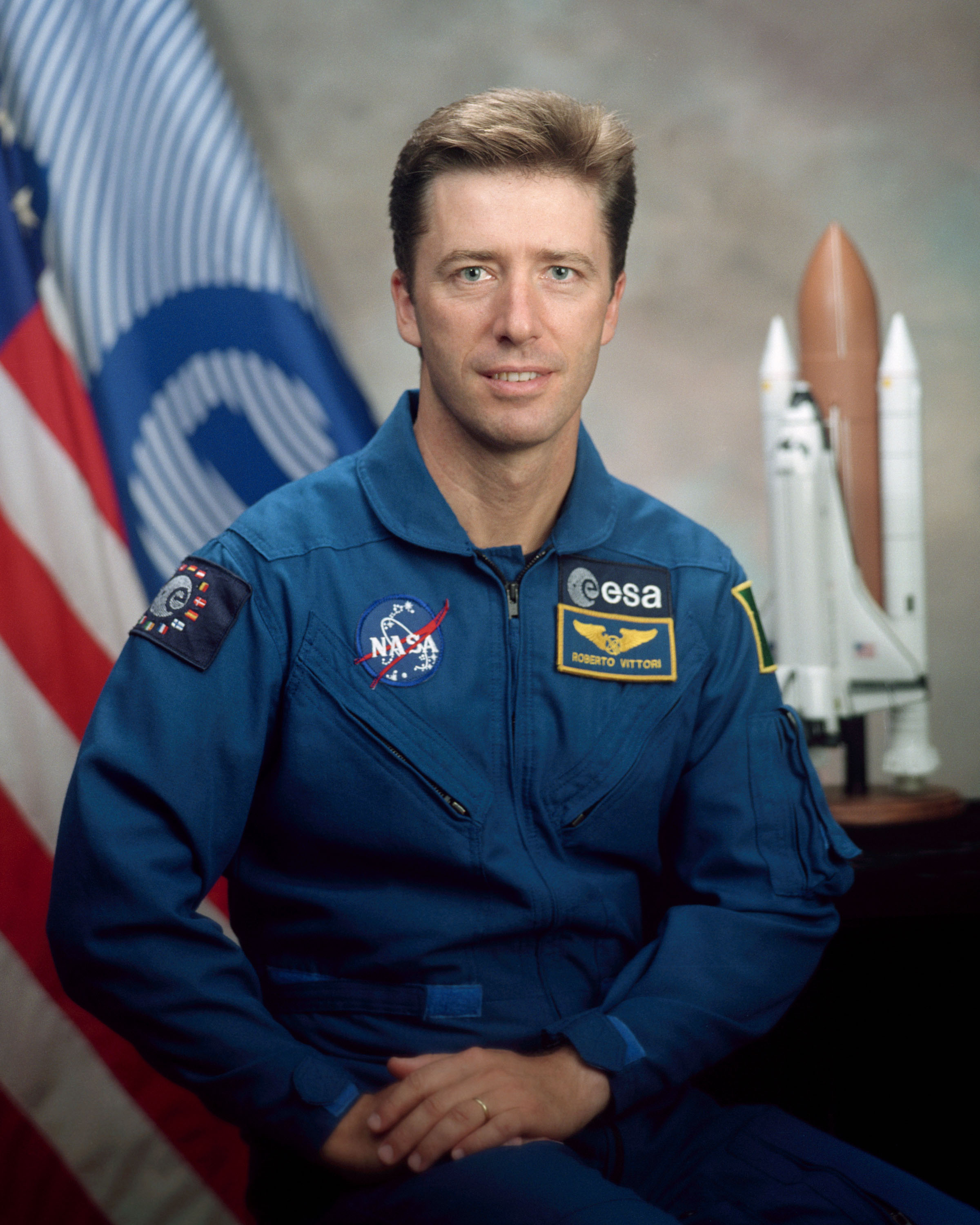
رائد فضاء إيطالي روبرتو فيتوري
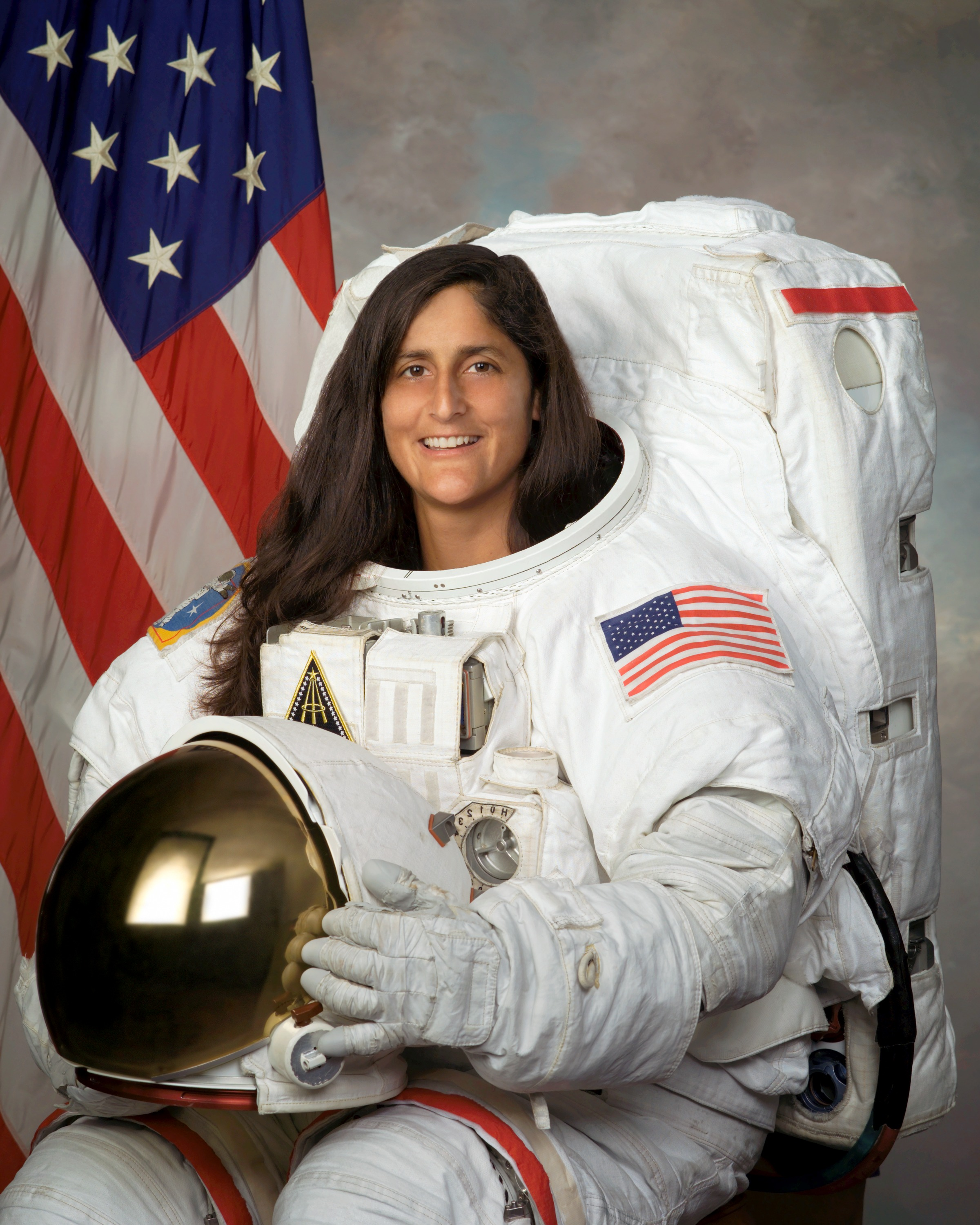
رائد فضاء أمريكي سونيتا ويليامز
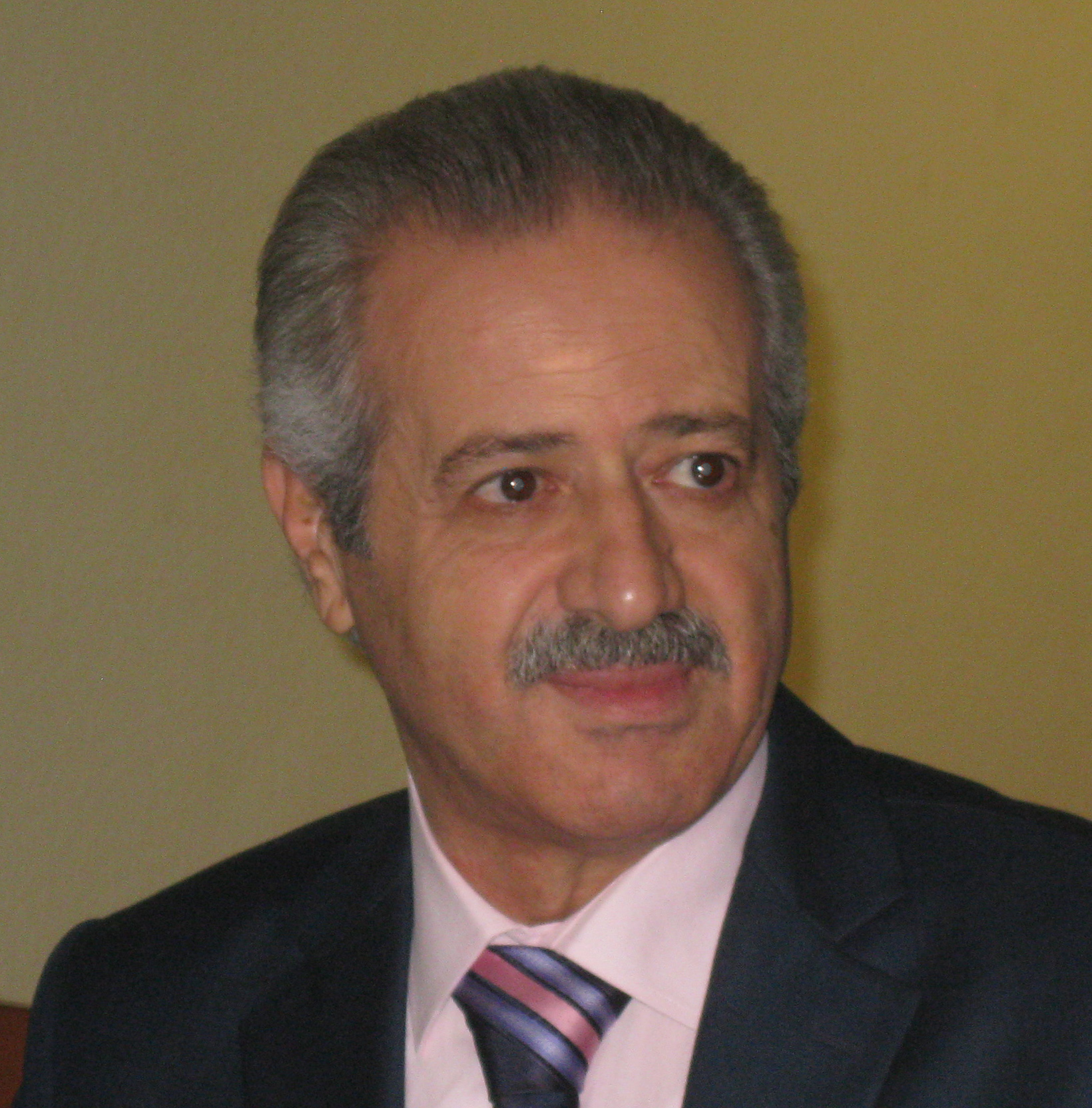
رائد فضاء سوري محمد فارس